# Eliot Patera
L'Eliot Patera è una struttura geologica della superficie di Venere.